# University of Wyoming Publications in Science. Botany
University of Wyoming Publications in Science. Botany (abreviado Univ. Wyoming Publ. Sci., Bot.) fue una revista científica con ilustraciones y descripciones botánicas que fue publicada por la Universidad de Wyoming en Laramie en los años 1922/34. Fue reemplazada por University of Wyoming Publications.